# El Refugio de Peñuelas
El Refugio de Peñuelas es una localidad del estado mexicano de Aguascalientes. Es parte del municipio de Aguascalientes.

## Demografía
| Gráfica de evolución demográfica |
|                                  |

| Censo | Población |
| ----- | --------- |
| 1970  | 77        |
| 1980  | 461       |
| 1990  | 851       |
| 2000  | 1 167     |
| 2010  | 1 624     |
| 2020  | 1 638     |